# Teamgeist
Teamgeist – oficjalna piłka Mistrzostw Świata w Piłce Nożnej 2006 w Niemczech oraz rozgrywek ligi Major League Soccer (USA) w 2006. Jest produkowana przez Adidasa, który dostarcza piłki na wszystkie MŚ od 1970. Jej nazwa oznacza w języku niemieckim duch drużyny. Jest sklejona termicznie z 14 łat, w przeciwieństwie do poprzednio używanych modeli, które były zszyte z 32 łat (20 sześciokątów i 12 pięciokątów). Producent twierdzi, że piłka ta jest bardziej okrągła i prawie całkowicie wodoodporna, dzięki czemu zachowuje się identycznie niezależnie od miejsca uderzenia i warunków atmosferycznych. Występuje w kilku wersjach kolorystycznych. Wersje podstawowe posiadają atest „FIFA Inspected”, a meczowe „FIFA Approved”. Piłki, którymi rozgrywany był finał były koloru złotego. Federacje piłkarskie każdego z państw, które zakwalifikowały się do MŚ otrzymały po 50 piłek w celach treningowych. Jej następcą jest piłka Adidas Jabulani.

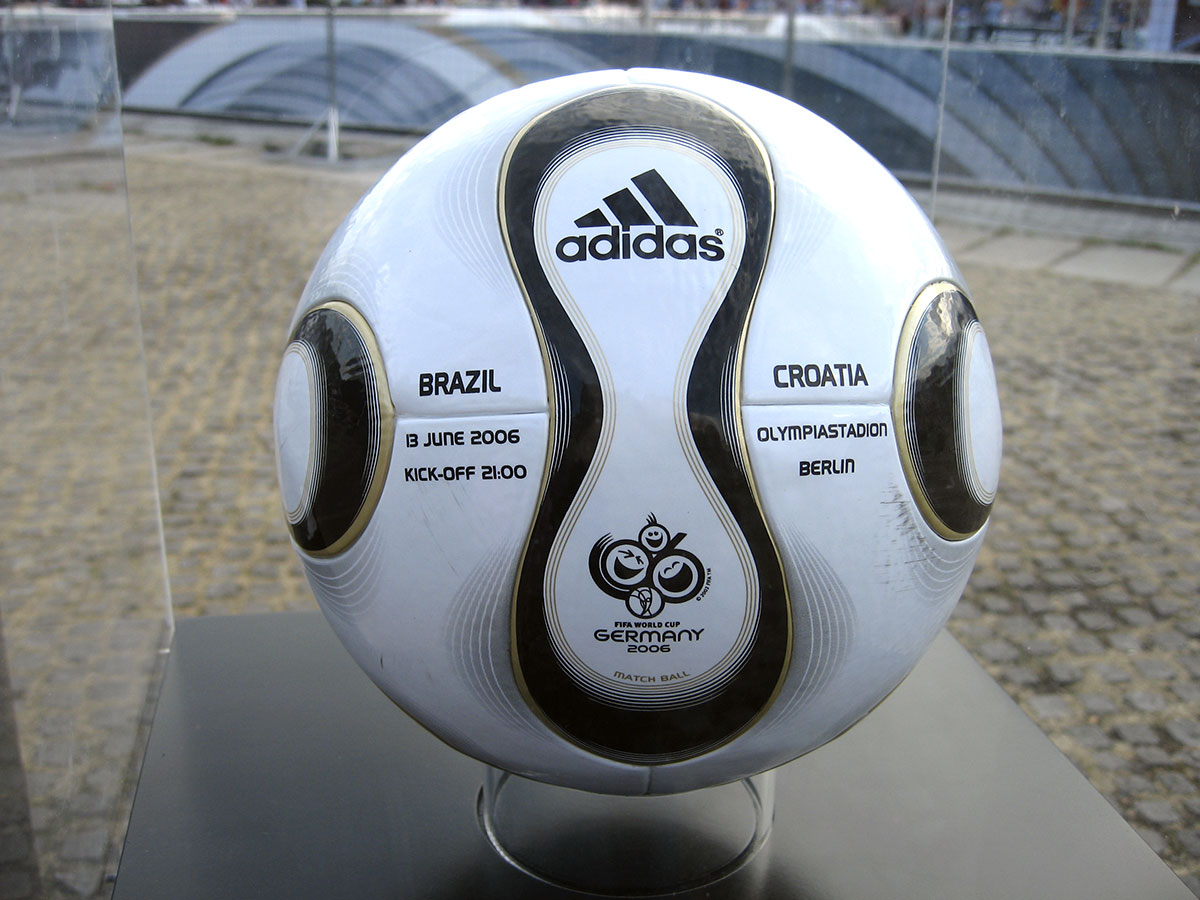
Piłka +Teamgeist

## Specyfikacja techniczna
Chociaż początkowo zakładano wyposażenie piłki w elektroniczny system śledzenia położenia, po doświadczeniach na MŚ poniżej 17 lat 2005 w Peru zrezygnowano z tych planów.
|                                  | standard FIFA          | specyfikacja Teamgeist |
| -------------------------------- | ---------------------- | ---------------------- |
| Obwód                            | 68,5–69,5 cm           | 69,0–69,25 cm          |
| Średnica                         | wahania ≤ 1,5%         | wahania ≤ 1,0%         |
| Pochłanianie wody                | ≤ 10% zwiększona waga  | ≤ 0,1% zwiększona waga |
| Waga                             | 420–445 g              | 441–444 g              |
| Utrzymywanie rozmiaru i kształtu | 2000 cyklów na 50 km/h | 3500 cyklów na 50 km/h |
| Test odbicia                     | ≤ 10 cm                | ≤ 2 cm                 |
| Utrata ciśnienia                 | ≤ 20%                  | ≤ 11%                  |